# Cobalt Co50
Die Cobalt Co50 Valkyrie ist ein einmotoriges, fünfsitziges Privatflugzeug des amerikanischen Herstellers Cobalt Aircraft aus San Francisco, Kalifornien. Die Zertifizierung des Flugzeuges war für 2017/2018 geplant.

## Konstruktion
Die Cobalt Co50 Valkyrie ist für Kurz- und Mittelstreckenflüge konzipiert.  Die konstruktive Auslegung des aus Faserverbundstoffen gefertigten Flugzeuges ist besonders geprägt durch den Canardflügel, ein geteiltes Seitenleitwerk, automatische Bremsklappen, sowie der Druckpropeller-Konfiguration mit Einziehfahrwerk. Der Zugang zur Passagierkabine erfolgt über die nach vorn aufklappbare Kanzel.

## Zwischenfälle
Am 5. September 2017 stürzte der zweite Prototyp der Cobalt Co50 (Kennzeichen N523CA, Seriennummer PX-04) bei einem Testflug am Flugplatz Castle Airport ab, nachdem es kurz nach dem Start zu Problemen bei der Querrudersteuerung kam. Der Pilot versuchte, das Flugzeug nur mit Hilfe des Schubs und Ruders zu landen, wobei es aus etwa 10 ft (3 m) Höhe auf die Landebahn aufschlug. Dabei riss das rechte Hauptfahrwerk von der Maschine und die Flügelstruktur wurde erheblich beschädigt. Der Pilot blieb unverletzt.

## Technische Daten
| Kenngröße             | Daten                                                                    |
| --------------------- | ------------------------------------------------------------------------ |
| Besatzung             | 1                                                                        |
| Passagiere            | 3–4                                                                      |
| Länge                 | 9 m                                                                      |
| Spannweite            | 9 m                                                                      |
| Höhe                  | 3 m                                                                      |
| Flügelfläche          |                                                                          |
| Leermasse             |                                                                          |
| max. Startmasse       |                                                                          |
| Reisegeschwindigkeit  | 407 km/h                                                                 |
| Höchstgeschwindigkeit | 463 km/h                                                                 |
| Dienstgipfelhöhe      | 7620 m                                                                   |
| Reichweite            | 1850 km                                                                  |
| Triebwerke            | 1 × Teledyne Continental TSIOF 550-D Sechszylinder-Boxermotor mit 260 kW |